# Marathon de Londres
Le marathon de Londres (ou TCS London Marathon pour des raisons de parrainage) est une course pédestre de 42,195 km empruntant chaque année depuis 1981 les rues de Londres. Il fait partie du World Marathon Majors, compétition regroupant six marathons majeurs (New York, Chicago, Boston, Berlin, Tokyo et Londres).   
Son fondateur est Chris Brasher, un ancien champion olympique en athlétisme (steeple), et aussi célèbre journaliste sportif, qui a été inspiré par le marathon de New York. 
Une caractéristique inhabituelle est la très grande somme d'argent récoltée pour les organisations caritatives, beaucoup plus élevée que dans tous les autres marathons. Selon les organisateurs de la course, c'est aujourd'hui la course à pied qui récolte les fonds les plus importants de l'année dans le monde. Lors de l'édition 2017 du marathon de Londres, les fonds récoltés ont battu un nouveau record avec 61,6 millions £. Cela porte la somme totale récoltée par le marathon de Londres à 890 millions £.

## Historique

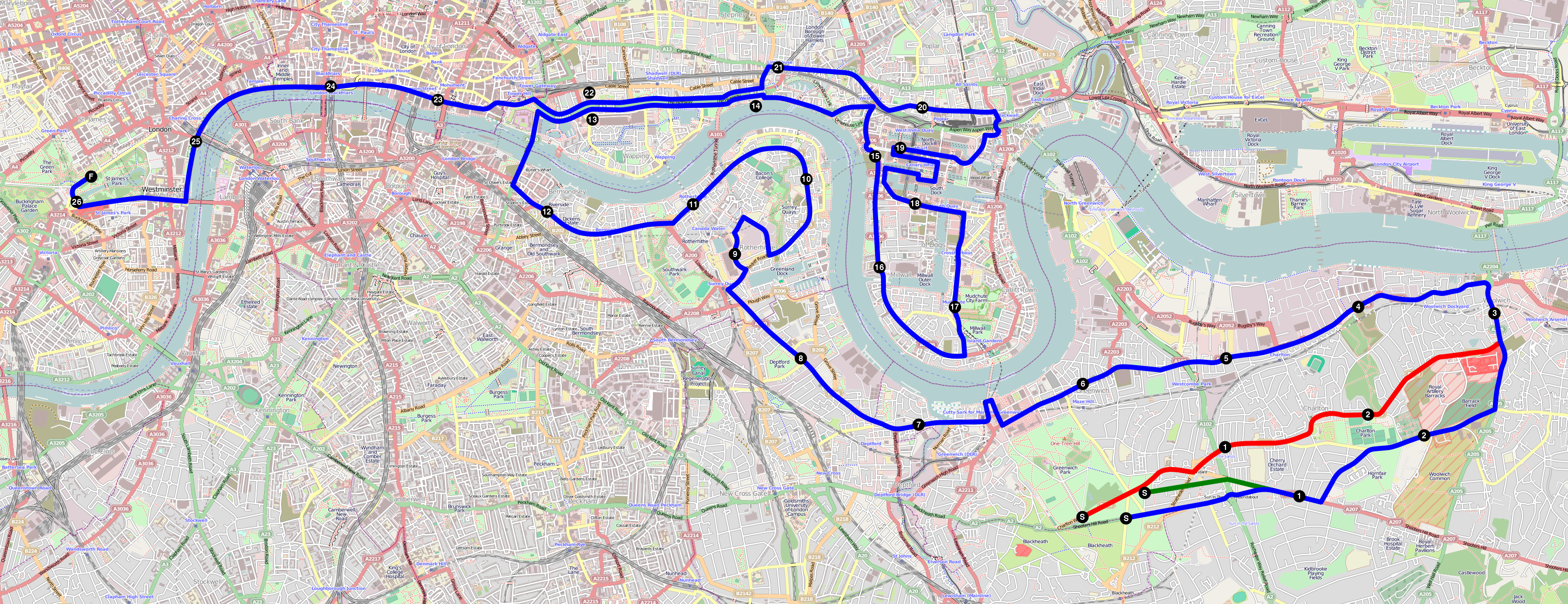
Parcours de l'édition 2013.

En 2010, 36 549 coureurs ont franchi la ligne d'arrivée, un chiffre record depuis que l'épreuve est organisée.
En 2013, 30 secondes de silence sont observées, au départ de la course, en hommage aux victimes des attentats du marathon de Boston, survenus une semaine plus tôt. Mohamed Farah, champion olympique britannique du 5 000 mètres et 10 000 mètres aux Jeux olympiques d'été de 2012 est notamment présent comme lièvre. Il souhaite participer à la prochaine édition de ce marathon.
L'édition 2020 s'annonce avec un plateau de coureurs impressionnant. En tête de liste, un duel entre le meilleur marathonien actuel avec ses 8 victoires en 9 marathons Eliud Kipchoge et le multiple médaillé d'or olympique et du monde Kenenisa Bekele.

## Palmarès
| Édition | Vainqueur hommes             | Nationalité        | Temps               | Vainqueur femmes    | Nationalité | Temps              | Réf. |
| --- | ---------------------------- | ------------------ | ------------------- | ------------------- | ----------- | ------------------ | ---- |
| 1981 | Dick Beardsley Inge Simonsen | Norvège États-Unis | 2 h 11 min 48       | Joyce Smith         | Royaume-Uni | 2 h 29 min 57      |      |
| 1982 | Hugh Jones                   | Royaume-Uni        | 2 h 09 min 24       | Joyce Smith         | Royaume-Uni | 2 h 29 min 43      |      |
| 1983 | Mike Gratton                 | Royaume-Uni        | 2 h 09 min 43       | Grete Waitz         | Norvège     | 2 h 25 min 29      |      |
| 1984 | Charlie Spedding             | Royaume-Uni        | 2 h 09 min 57       | Ingrid Kristiansen  | Norvège     | 2 h 24 min 26      |      |
| 1985 | Steve Jones                  | Royaume-Uni        | 2 h 08 min 16 (NR)  | Ingrid Kristiansen  | Norvège     | 2 h 21 min 06      |      |
| 1986 | Toshihiko Seko               | Japon              | 2 h 10 min 02       | Grete Waitz         | Norvège     | 2 h 24 min 54      |      |
| 1987 | Hiromi Taniguchi             | Japon              | 2 h 09 min 50       | Ingrid Kristiansen  | Norvège     | 2 h 22 min 48      |      |
| 1988 | Henrik Jørgensen             | Danemark           | 2 h 10 min 20       | Ingrid Kristiansen  | Norvège     | 2 h 25 min 41      |      |
| 1989 | Douglas Wakiihuri            | Kenya              | 2 h 09 min 03       | Véronique Marot     | Royaume-Uni | 2 h 25 min 56      |      |
| 1990 | Allister Hutton              | Royaume-Uni        | 2 h 10 min 10       | Wanda Panfil        | Pologne     | 2 h 26 min 31      |      |
| 1991 | Yakov Tolstikov              | Union soviétique   | 2 h 09 min 17       | Rosa Mota           | Portugal    | 2 h 26 min 14      |      |
| 1992 | António Pinto                | Portugal           | 2 h 10 min 02       | Katrin Dörre        | Allemagne   | 2 h 29 min 39      |      |
| 1993 | Eamonn Martin                | Royaume-Uni        | 2 h 10 min 50       | Katrin Dörre        | Allemagne   | 2 h 27 min 09      |      |
| 1994 | Dionicio Cerón               | Mexique            | 2 h 08 min 53       | Katrin Dörre        | Allemagne   | 2 h 32 min 34      |      |
| 1995 | Dionicio Cerón               | Mexique            | 2 h 08 min 30       | Małgorzata Sobańska | Pologne     | 2 h 27 min 43      |      |
| 1996 | Dionicio Cerón               | Mexique            | 2 h 10 min 00       | Liz McColgan        | Royaume-Uni | 2 h 27 min 54      |      |
| 1997 | António Pinto                | Portugal           | 2 h 07 min 55       | Joyce Chepchumba    | Kenya       | 2 h 26 min 51      |      |
| 1998 | Abel Antón                   | Espagne            | 2 h 07 min 57       | Catherina McKiernan | Irlande     | 2 h 26 min 26      |      |
| 1999 | Abdelkader El Mouaziz        | Maroc              | 2 h 07 min 57       | Joyce Chepchumba    | Kenya       | 2 h 23 min 22      |      |
| 2000 | António Pinto                | Portugal           | 2 h 06 min 36       | Tegla Loroupe       | Kenya       | 2 h 24 min 33      |      |
| 2001 | Abdelkader El Mouaziz        | Maroc              | 2 h 07 min 09       | Derartu Tulu        | Éthiopie    | 2 h 23 min 57      |      |
| 2002 | Khalid Khannouchi            | États-Unis         | 2 h 05 min 38       | Paula Radcliffe     | Royaume-Uni | 2 h 18 min 56      |      |
| 2003 | Gezahegne Abera              | Éthiopie           | 2 h 07 min 56       | Paula Radcliffe     | Royaume-Uni | 2 h 15 min 25 (WR) |      |
| 2004 | Evans Rutto                  | Kenya              | 2 h 06 min 18       | Margaret Okayo      | Kenya       | 2 h 22 min 35      |      |
| 2005 | Martin Lel                   | Kenya              | 2 h 07 min 26 (WL)  | Paula Radcliffe     | Royaume-Uni | 2 h 17 min 42 (WL) |      |
| 2006 | Felix Limo                   | Kenya              | 2 h 06 min 39       | Deena Kastor        | États-Unis  | 2 h 19 min 36      |      |
| 2007 | Martin Lel                   | Kenya              | 2 h 07 min 41       | Zhou Chunxiu        | Chine       | 2 h 20 min 38      |      |
| 2008 | Martin Lel                   | Kenya              | 2 h 05 min 15       | Irina Mikitenko     | Allemagne   | 2 h 24 min 14      |      |
| 2009 | Samuel Wanjiru               | Kenya              | 2 h 05 min 10 (CR)  | Irina Mikitenko     | Allemagne   | 2 h 22 min 11      |      |
| 2010 | Tsegay Kebede                | Éthiopie           | 2 h 05 min 18       | Liliya Shobukhova   | Russie      | 2 h 21 min 59      |      |
| 2011 | Emmanuel Mutai               | Kenya              | 2 h 04 min 39 (CR)  | Mary Keitany        | Kenya       | 2 h 19 min 19      |      |
| 2012 | Wilson Kipsang               | Kenya              | 2 h 04 min 44       | Mary Keitany        | Kenya       | 2 h 18 min 37      |      |
| 2013 | Tsegay Kebede                | Éthiopie           | 2 h 06 min 04       | Priscah Jeptoo      | Kenya       | 2 h 20 min 13      |      |
| 2014 | Wilson Kipsang               | Kenya              | 2 h 04 min 28       | Edna Kiplagat       | Kenya       | 2 h 20 min 21      |      |
| 2015 | Eliud Kipchoge               | Kenya              | 2 h 04 min 42       | Tigist Tufa         | Éthiopie    | 2 h 23 min 32      |      |
| 2016 | Eliud Kipchoge               | Kenya              | 2 h 03 min 05 (CR)  | Jemima Sumgong      | Kenya       | 2 h 22 min 58      |      |
| 2017 | Daniel Wanjiru               | Kenya              | 2 h 05 min 48       | Mary Keitany        | Kenya       | 2 h 17 min 01      |      |
| 2018 | Eliud Kipchoge               | Kenya              | 2 h 04 min 27       | Vivian Cheruiyot    | Kenya       | 2 h 18 min 31      |      |
| 2019 | Eliud Kipchoge               | Kenya              | 2 h 2 min 37 s (CR) | Brigid Kosgei       | Kenya       | 2 h 18 min 20 s    |      |
| 2020 | Shura Kitata Tola            | Éthiopie           | 2 h 5 min 41 s      | Brigid Kosgei       | Kenya       | 2 h 18 min 58 s    |      |
| 2021 | Sisay Lemma                  | Éthiopie           | 2 h 4 min 1 s       | Joyciline Jepkosgei | Kenya       | 2 h 17 min 43 s    |      |
| 2022 | Amos Kipruto                 | Kenya              | 2 h 4 min 39 s      | Yalemzerf Yehualaw  | Éthiopie    | 2 h 17 min 26 s    |      |
| 2023 | Kelvin Kiptum                | Kenya              | 2 h 1 min 25 s      | Sifan Hassan        | Pays-Bas    | 2 h 18 min 33 s    | ,    |
| 2024 | Alexander Mutiso Munyao      | Kenya              | 2 h 4 min 1 s       | Peres Jepchirchir   | Kenya       | 2 h 16 min 16 s    |      |
| 2025 | Sabastian Sawe               | Kenya              | 2 h 2 min 25 s      | Tigist Assefa       | Éthiopie    | 2 h 15 min 50 s    |      |
| Records et Performances - AR : Record continental (area record) - CR : Record des championnats (championship record) - MR : Record du meeting (meet record) - NR : Record national (national record) - OR : Record olympique (olympic record) - PR : Record paralympique (paralympic record) - PB : Record personnel (personal best) - SB : Meilleure performance personnelle de la saison (season's best) - WL : Meilleure performance mondiale de l'année (world leader) - WJR : Record du monde junior (world junior record) - WR : Record du monde (world record) Circonstances et Conditions - DNF : N'a pas terminé (did not finish) - DNS : N'a pas pris le départ (did not start) - DQ : Disqualification (disqualification) - NM : Aucun essai valable enregistré (No Mark) - Q : Qualifié « directement » au prochain tour (ou à la prochaine compétition), lors d'une compétition majeure, grâce au classement ou à la réalisation des minima (automatic qualifier) - q : Qualifié au prochain tour (ou à la prochaine compétition), lors d'une compétition majeure, grâce au repêchage ou à la réalisation de l'une des meilleures performances parmi celles des « non qualifiés directement » (grâce au meilleur temps ou à la meilleure distance par exemple) (secondary qualifier) |                              |                    |                     |                     |             |                    |      |

 Record de l'épreuve

## Galerie de photos

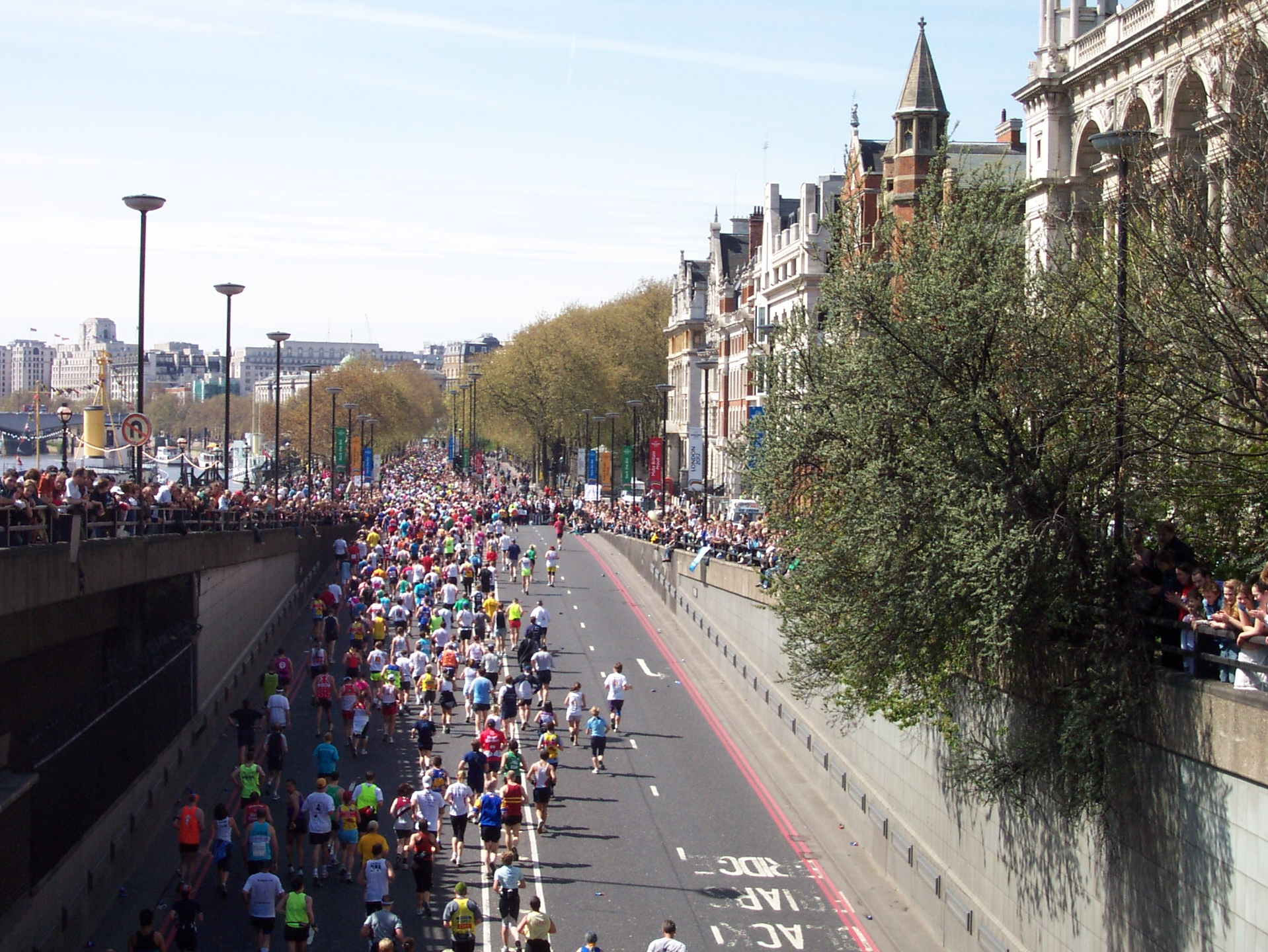
Coureurs amateurs près de Blackfriars lors de l'édition 2005
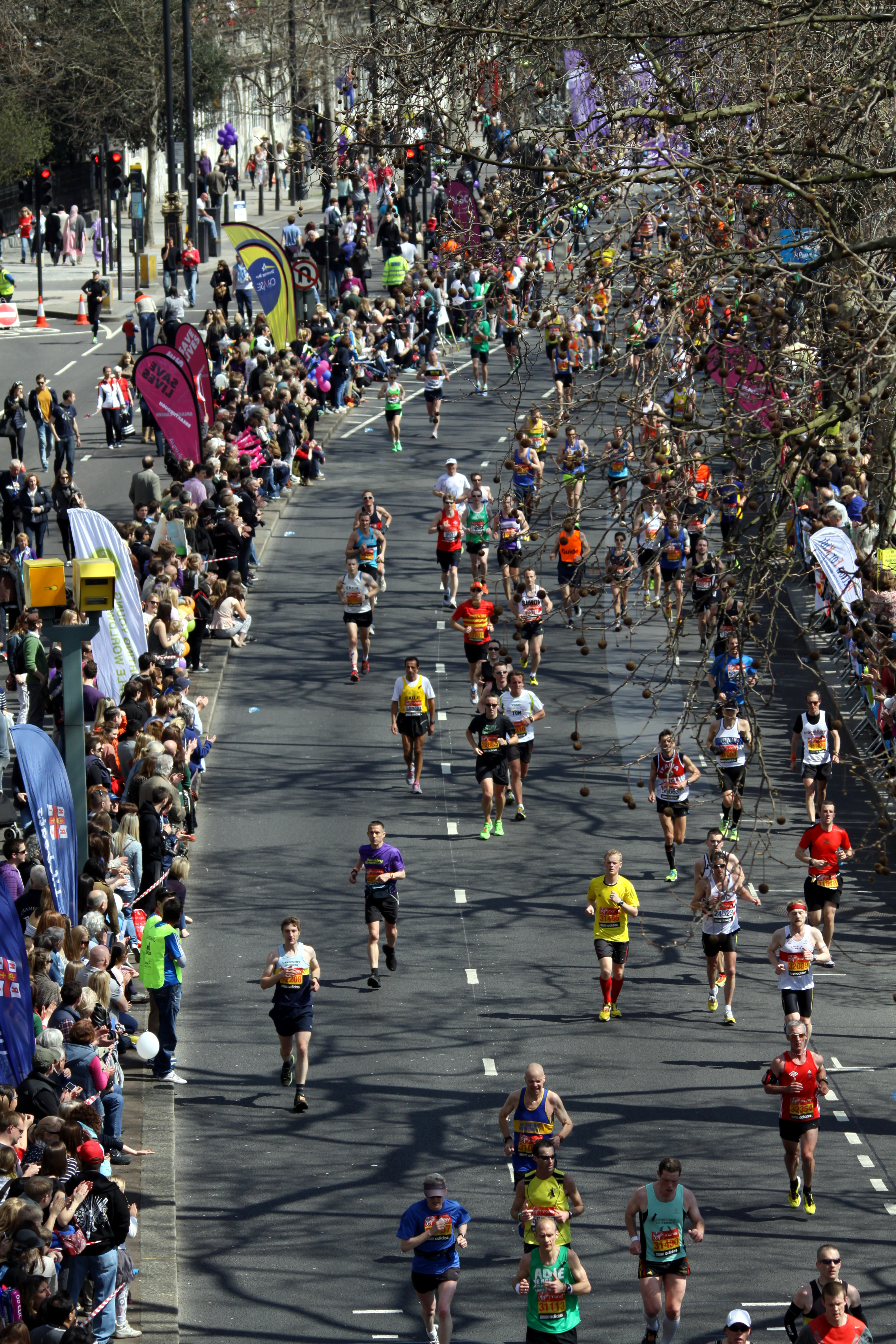
Coureurs amateurs près de Victoria Embankment lors de l'édition 2013
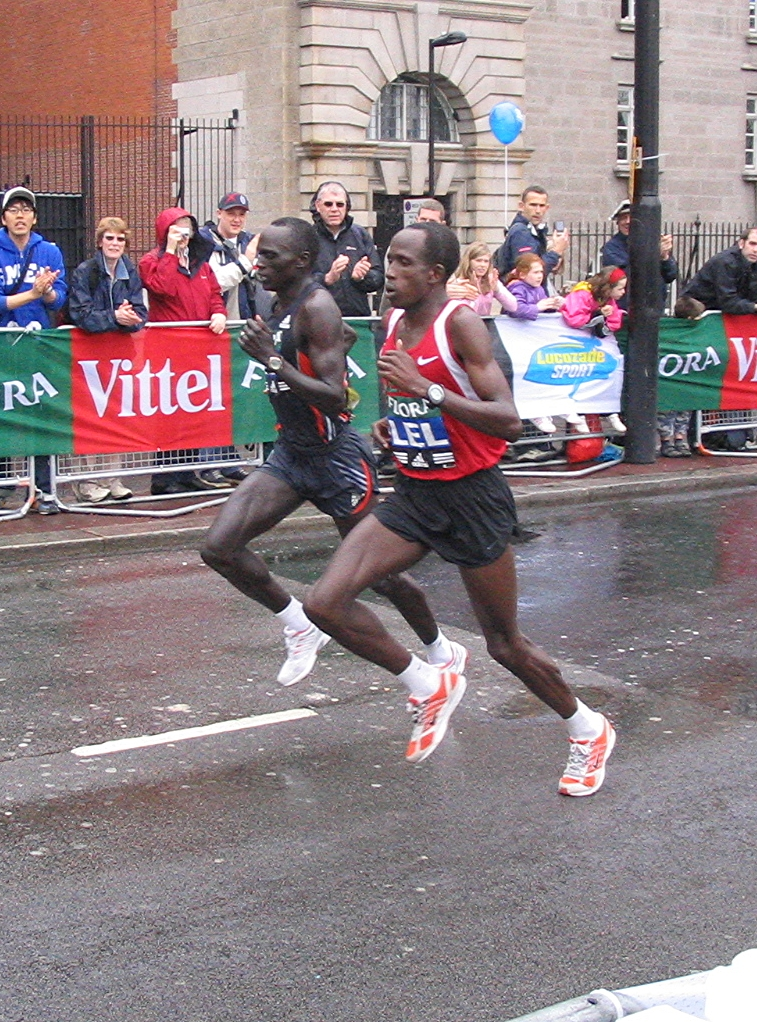
Le vainqueur 2006 Felix Limo (à gauche) et le triple vainqueur Martin Lel (à droite)
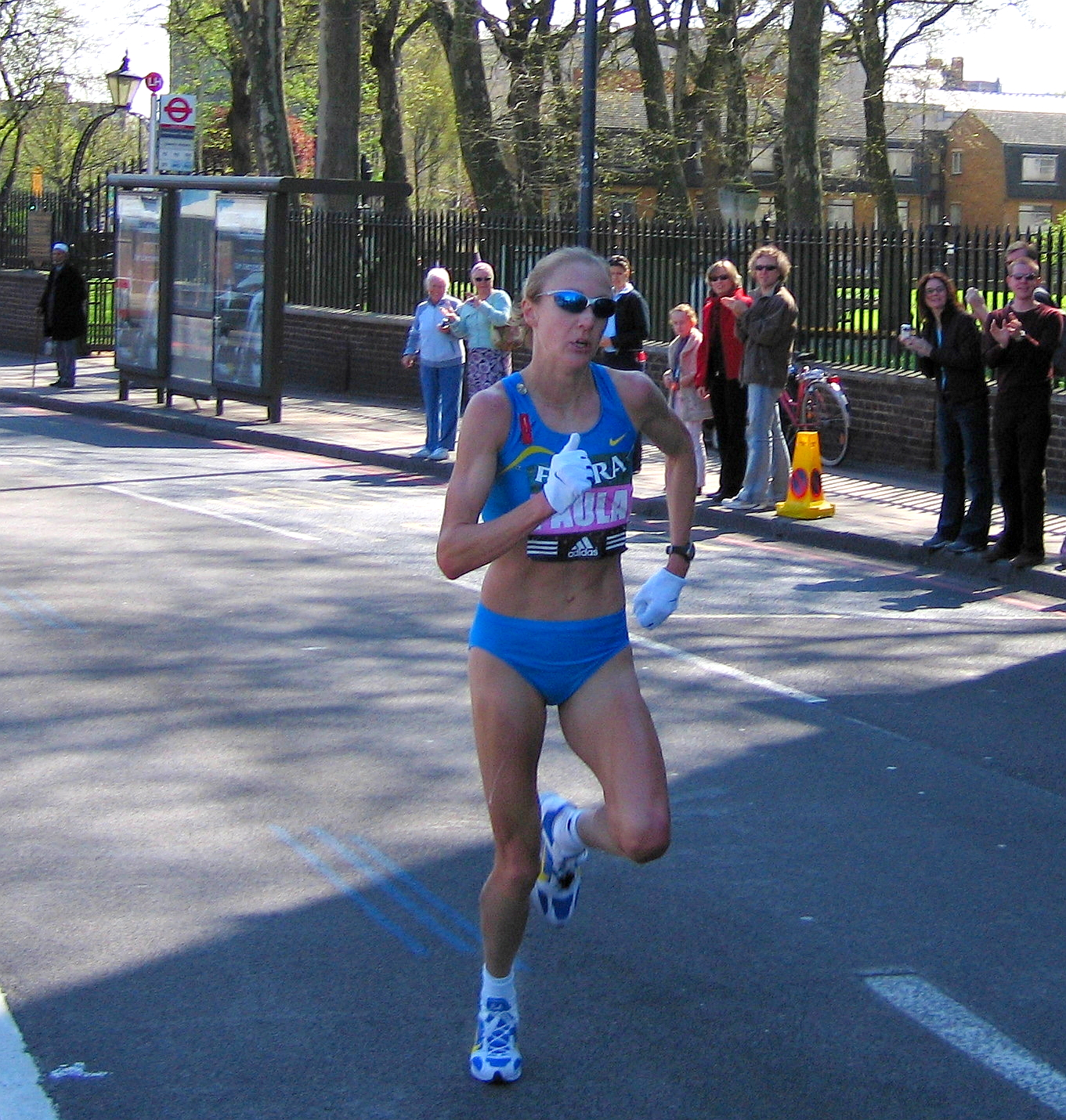
Paula Radcliffe lors de l'édition 2005